# Muricella
Muricella är ett släkte av koralldjur. Muricella ingår i familjen Acanthogorgiidae.

## Bildgalleri

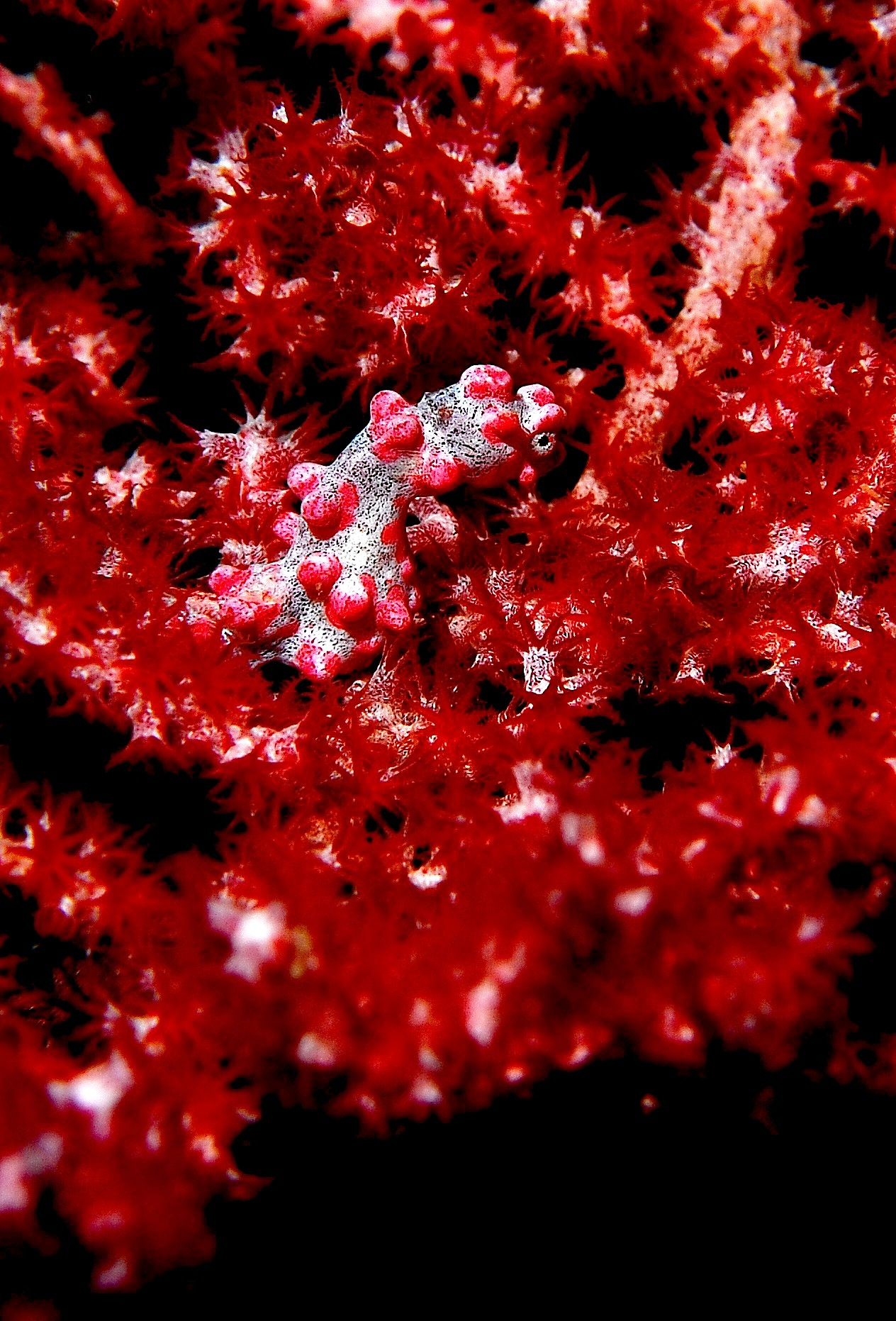
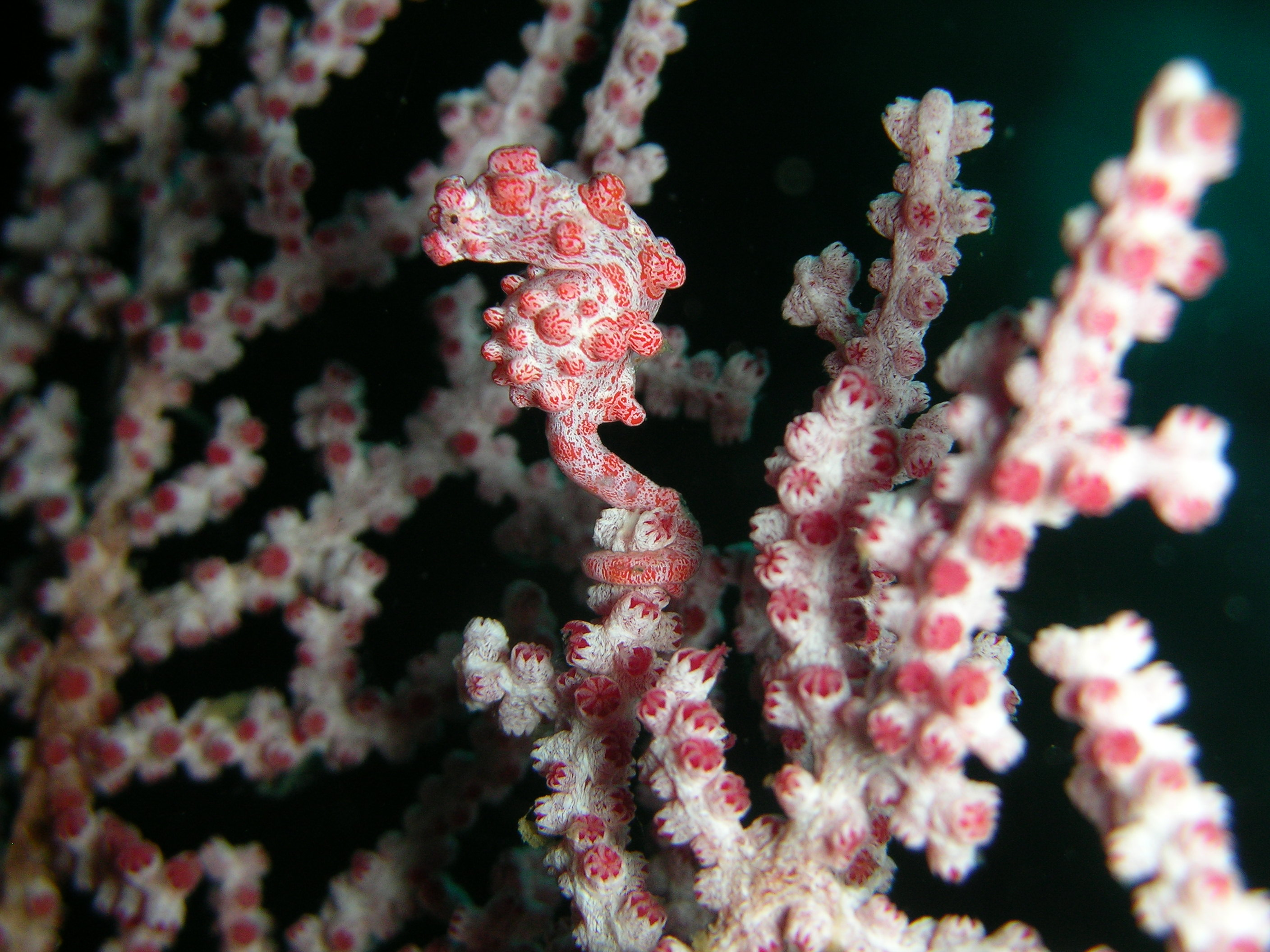
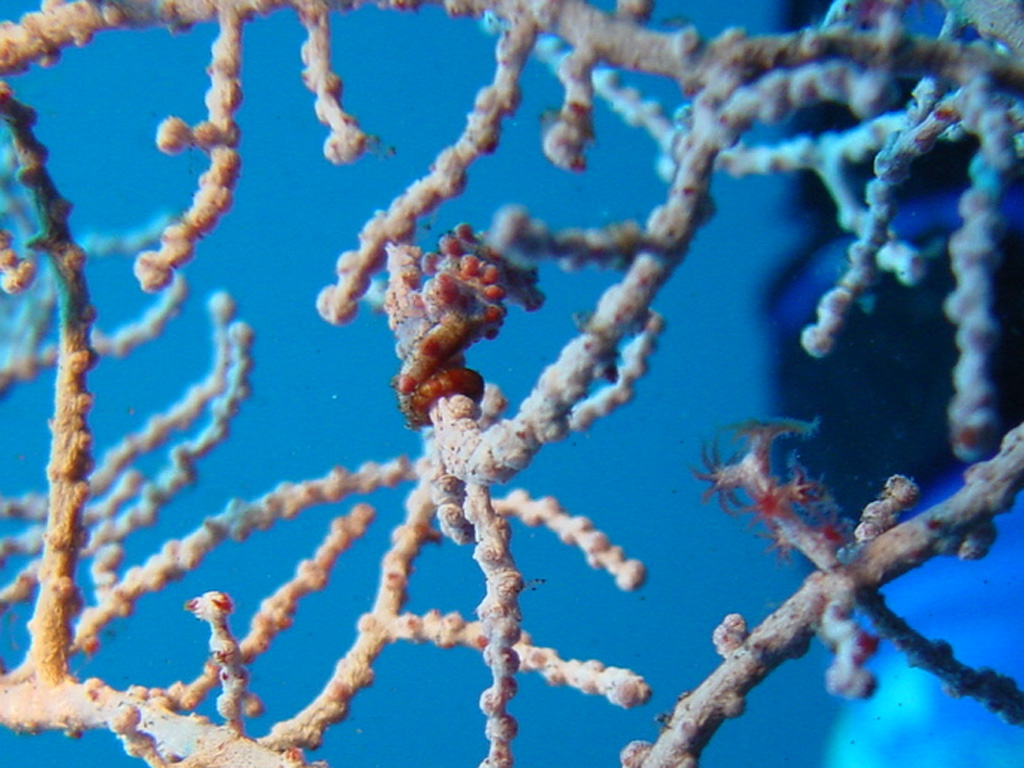

## Dottertaxa tillMuricella, i alfabetisk ordning[1]
- Muricella abnormalis
- Muricella arborea
- Muricella argentea
- Muricella aruensis
- Muricella bengalensis
- Muricella brunnea
- Muricella complanata
- Muricella crassa
- Muricella decipiens
- Muricella dentata
- Muricella dubia
- Muricella erythraea
- Muricella flexilis
- Muricella flexuosa
- Muricella gracilis
- Muricella grandis
- Muricella megaspina
- Muricella nitida
- Muricella operculata
- Muricella paraplectana
- Muricella perramosa
- Muricella plectana
- Muricella purpurea
- Muricella ramosa
- Muricella reticulata
- Muricella robusta
- Muricella rosea
- Muricella rubra
- Muricella sayad
- Muricella stellata
- Muricella tenera
- Muricella tuberculata
- Muricella umbraticoides